# Christian Coalition of America
Die Christian Coalition of America (CCA, Christliche Koalition von Amerika) ist eine politische US-amerikanische Interessenvertretung mit einer christlich-konservativer Ausrichtung. In der CCA sind christliche Fundamentalisten, Evangelikale, Pfingstler, Katholiken und Mitglieder von moderaten protestantischen Kirchen vereint. Nach eigenen Angaben besitzt die CCA 1.200.000 Mitglieder, jedoch gehen andere Quellen von einer Mitgliederzahl von 300.000–400.000 aus. Sitz der Organisation ist Washington, D.C.
Die CCA veröffentlicht Wahlempfehlungen vor Wahlen auf Bundes- und Landesebene und versendet Newsletter, in denen über aktuelle Gesetzgebungsvorhaben informiert wird. In vielen Zielen stimmt die CCA mit der religious right (religiösen Rechten) überein. So bezeichnet sich die CCA auf ihrer Internetpräsenz selbst als die „[…] größte und aktivste konservative und bürgernahe politische Organisation in Amerika. Die Christian Coalition of America bietet gläubigen Menschen eine Hilfestellung, in die Gestaltung des Staates aktiv einbezogen zu sein – vom Bezirksgericht bis hin zu Häusern des Kongresses.“
Die Vereinigung wurde 1989 durch den einflussreichen Fernsehprediger Pat Robertson gegründet, der bis 2000 als Präsident dieser Organisation fungierte. Anschließend war Roberta Combs amtierende Präsidentin, bis sie 2006 von Joel C. Hunter abgelöst wurde.